# Кориткі (Ломжинський повіт)
Кориткі (пол. Korytki) — село в Польщі, у гміні Єдвабне Ломжинського повіту Підляського воєводства.
Населення — 67 осіб (2011).
У 1975-1998 роках село належало до Ломжинського воєводства.

## Демографія
Демографічна структура станом на 31 березня 2011 року:
|          | Загалом | Допрацездатний вік | Працездатний вік | Постпрацездатний вік |
| -------- | ------- | ------------------ | ---------------- | -------------------- |
| Чоловіки | 39      | 13                 | 20               | 6                    |
| Жінки    | 28      | 8                  | 14               | 6                    |
| Разом    | 67      | 21                 | 34               | 12                   |